# Домбрувка (Бохенський повіт)
Домбрувка (пол. Dąbrówka) — село в Польщі, у гміні Жезава Бохенського повіту Малопольського воєводства.
Населення — 824 особи (2011).
У 1975-1998 роках село належало до Тарновського воєводства.

## Демографія
Демографічна структура станом на 31 березня 2011 року:
|          | Загалом | Допрацездатний вік | Працездатний вік | Постпрацездатний вік |
| -------- | ------- | ------------------ | ---------------- | -------------------- |
| Чоловіки | 412     | 97                 | 293              | 22                   |
| Жінки    | 412     | 80                 | 247              | 85                   |
| Разом    | 824     | 177                | 540              | 107                  |